# Ripiphoridae

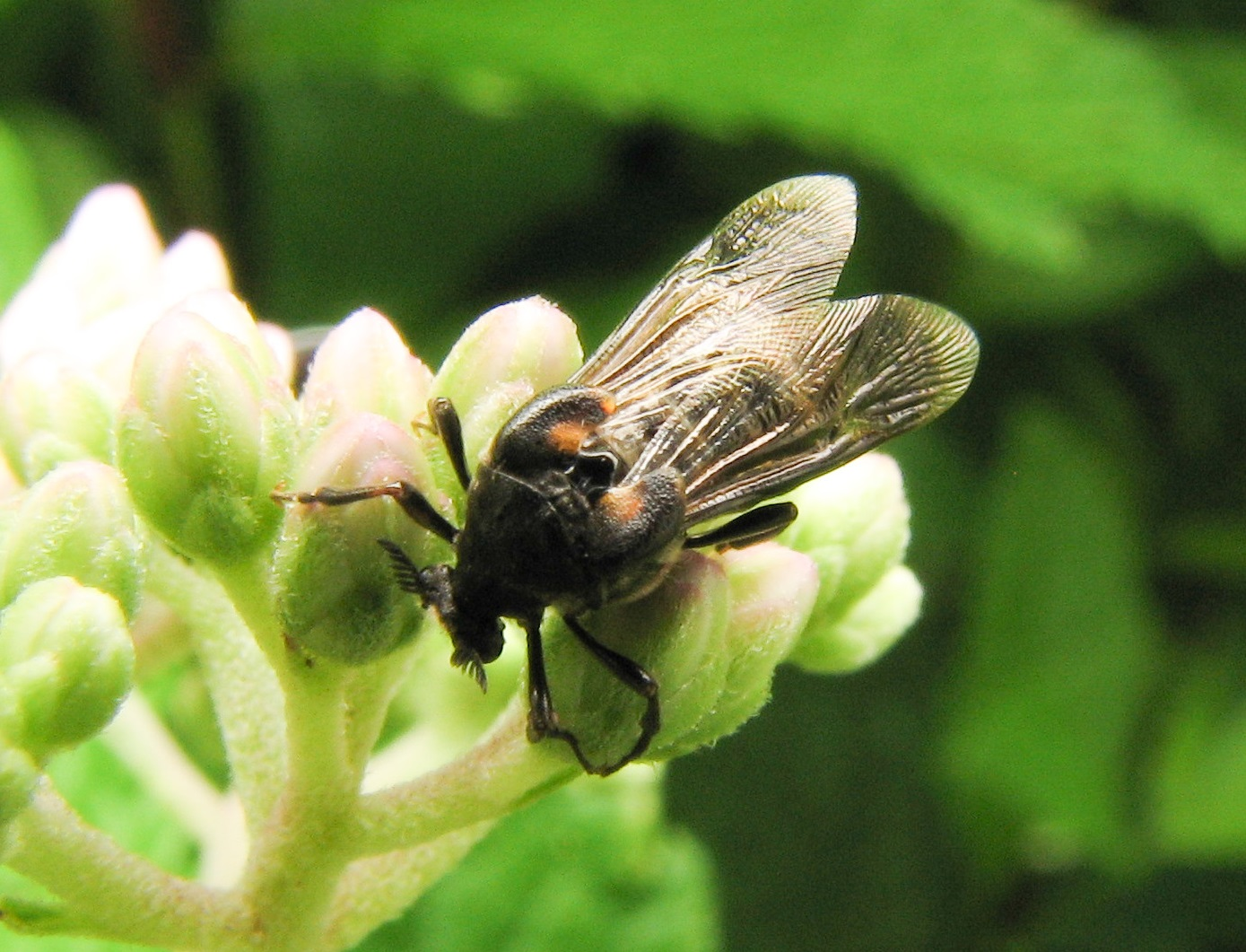
Ripiphorus fasciatus-complex, hembra

Los ripifóridos, Ripiphoridae (anteriormente llamada Rhipiphoridae), son una familia de coleópteros polífagos que comprende unas 450 especies en alrededor de 40 géneros de distribución mundial.
Se trata de una de las familias de escarabajos más inusual, ya que son parasitoides, principalmente de himenópteros, escarabajos de la madera y cucarachas. Tienen a menudo élitros reducidos; las antenas suelen ser ramificadas, especialmente en los machos.

## Historia natural
Diferentes grupos atacan a diferentes huéspedes, pero la mayoría están asociadas con las abejas o avispas, mientras que otros están asociados con las cucarachas. 
Las larvas pasan por un primer estadio llamado planidio, diferente de los otros estadios en que posee más movilidad en su busca de un huésped. Los que atacan a las abejas generalmente ponen los huevos en las flores, de los que nacen casi inmediatamente pequeñas larvas, que esperan a que una abeja pase. Se agarran de la abeja cuando visita la flor, y viajan de regreso a su nido, donde desembarcan y entran en una celda con una larva que sirve de huésped. A continuación la larva del escarabajo entra en el cuerpo de la larva, donde espera hasta que la larva entra en el estadio de pupa. Entonces la larva del escarabajo comienza a alimentarse, consumiéndo a su huésped y completando su desarrollo.

## Taxonomía
- Subfamilia: Hemirhipidiinae
  - Géneros: Hemirhipidius - Heteromeroxylon - Nephrites - Sitarida
- Subfamilia: Pelecotominae 
  - Géneros: Allocinops - Clinopalpus - Clinops - Elytroxystrotus - Euctenia - Geoscopus - Micropelecotoides - Pelecotoma - Rhipistena - Sharpides - Trigonodera - ?Dunbrodianus - ?Madrasiindus - ?Setosicornia
- Subfamilia: Ptilophorinae 
  - Géneros: Ptilophorus - Toposcopus
- Subfamilia: Ripidiinae 
  - Tribu: Eorhipidiini
    - Géneros: Pterydrias

  - Tribu: Ripidiini
    - Géneros: Blattivorus - Falsorhipidius - Neonephrites - Neorhipidius - Paranephrites - Pararhipidius - Pirhidius - Pseudorhipidius - Quasipirhidius - Quasirhipidius - Rhipidioides - Ripidius - Riekella - Walstibia - †Pauroripidius - ?Aporrhipis - ?†Paleoripiphorus
- Subfamilia: Ripiphorinae
  - Tribu: Macrosiagonini 
    - Géneros: Macrosiagon - Metoecus

  - Tribu: Ripiphorini
    - Géneros: Ripiphorus